# قائمة أعراض الدورة الدموية
هناك العديد من الظروف التي تؤثر على نظام الدورة الدموية البشرية - النظام البيولوجي الذي يتضمن ضخ وتوجيه الدم من وإلى الجسم والرئتين مع القلب والدم والأوعية الدموية.

## القلب والأوعية الدموية
- ذبحة صدرية
- متلازمة الشريان التاجي الحادة
- فقدان القدرة على الكلام
- تسلخ الأبهر
- قصور الأبهر
- تضيق الصمام الأبهري
- السكتة
- عمه حركي
- اضطراب نظم قلبي
- اعتلال عضلة القلب الضخامي
- تصلب عصيدي
- رفرفة أذينية
- عيب الحاجز الأذيني
- عيب القناة الأذينية البطينية
- عيب الحاجز الأذينية البطينية
- نخر لاوعائي

## كهربية القلب
انظر أيضا: تصنيف:فسيولوجيا كهربائية قلبية
- إيقاع البطين المعجل
- متلازمة أندرسن-طويل [2]
- ظاهرة آشمان
- رجفان أذيني
- رجفان أذيني
- رفرفة أذينية
- تسرع القلب الأذيني
- متلازمة بروغادا[3]
- اضطراب نظم قلبي
- إحصار القلب
- عدم انتظام دقات القلب الجيبي
- متلازمة جارفيل ولانغ-نلسن
- إحصار الحزيمة اليسرى
- انحراف المحور الأيسر
- متلازمة كيو تي الطويلة
- متلازمة لون غانونغ - ليفين
- متلازمة وولف -باركنسون -وايت

## مرض قلب خلقي
انظر أيضًا: تصنيف:أمراض قلبية خلقية
- تضيق الأبهر
- مرض قلبي لازراقي
- عيب الحاجز الأذيني
- قلب ثلاثي الأذينات
- تبدل الشرايين الكبرى اليميني
- قوس الأبهر مزدوج
- ازدواج مدخل البطين الأيسر
- ضعف البطين الأيمن
- شذوذ إبشتاين
- GUCH

### مرض القلب الزراقي
- رباعية فالو (ToF)
- انقلاب وضع الأوعية الكبرى (d-TGA)
- رتق الصمام الثلاثي الشرفات
- انقطاع قوس الأبهر
- تضيق الأبهر
- تضيق رئوي

### عيوب القلب الغير مزرقة
- عيب الحاجز الأذيني
- عيب الحاجز البطيني
- قناة شريانية مفتوحة
- تضيق الأبهر

## أمراض القلب الإقفارية
أنظر أيضا: تصنيف:أمراض القلب الإقفارية
- ذبحة صدرية
- متلازمة الشريان التاجي الحادة
- نوبة قلبية

## مرض قلب صمامي
أنظر أيضا: تصنيف:أمراض صمامات القلب
- قصور الأبهر
- تضيق الصمام التاجي
- تضيق الصمام ثلاثي الشرفات
- تضيق الصمام الرئوي
- قلس التاجي
- قصور الصمام ثلاثي الشرف
- قصور الصمام الرئوي

## جراحة الأوعية الدموية
انظر أيضاً تصنيف:جراحة أوعية
- أم الدم الأبهرية